# Glatigny (Manche)
Glatigny ist eine Ortschaft im französischen Département Manche in der Normandie. Die bisher eigenständige Gemeinde wurde mit Wirkung vom 1. Januar 2016 mit Baudreville, Bolleville, La Haye-du-Puits, Mobecq, Montgardon, Saint-Rémy-des-Landes, Saint-Symphorien-le-Valois und Surville zur Commune nouvelle La Haye zusammengelegt. Seither ist sie eine Commune déléguée mit 142 Einwohnern (Stand 1. Januar 2022).

## Lage
Glatigny liegt auf der Halbinsel Cotentin. Südwestlich der Ortschaft verläuft ein Küstenabschnitt des Ärmelkanals. Nachbarorte sind Surville im Norden, Montgardon im Osten und Bretteville-sur-Ay im Süden.

## Bevölkerungsentwicklung
| Jahr      | 1962 | 1968 | 1975 | 1982 | 1990 | 1999 | 2008 | 2015 |
| --------- | ---- | ---- | ---- | ---- | ---- | ---- | ---- | ---- |
| Einwohner | 147  | 146  | 155  | 138  | 127  | 144  | 155  | 168  |

## Sehenswürdigkeiten

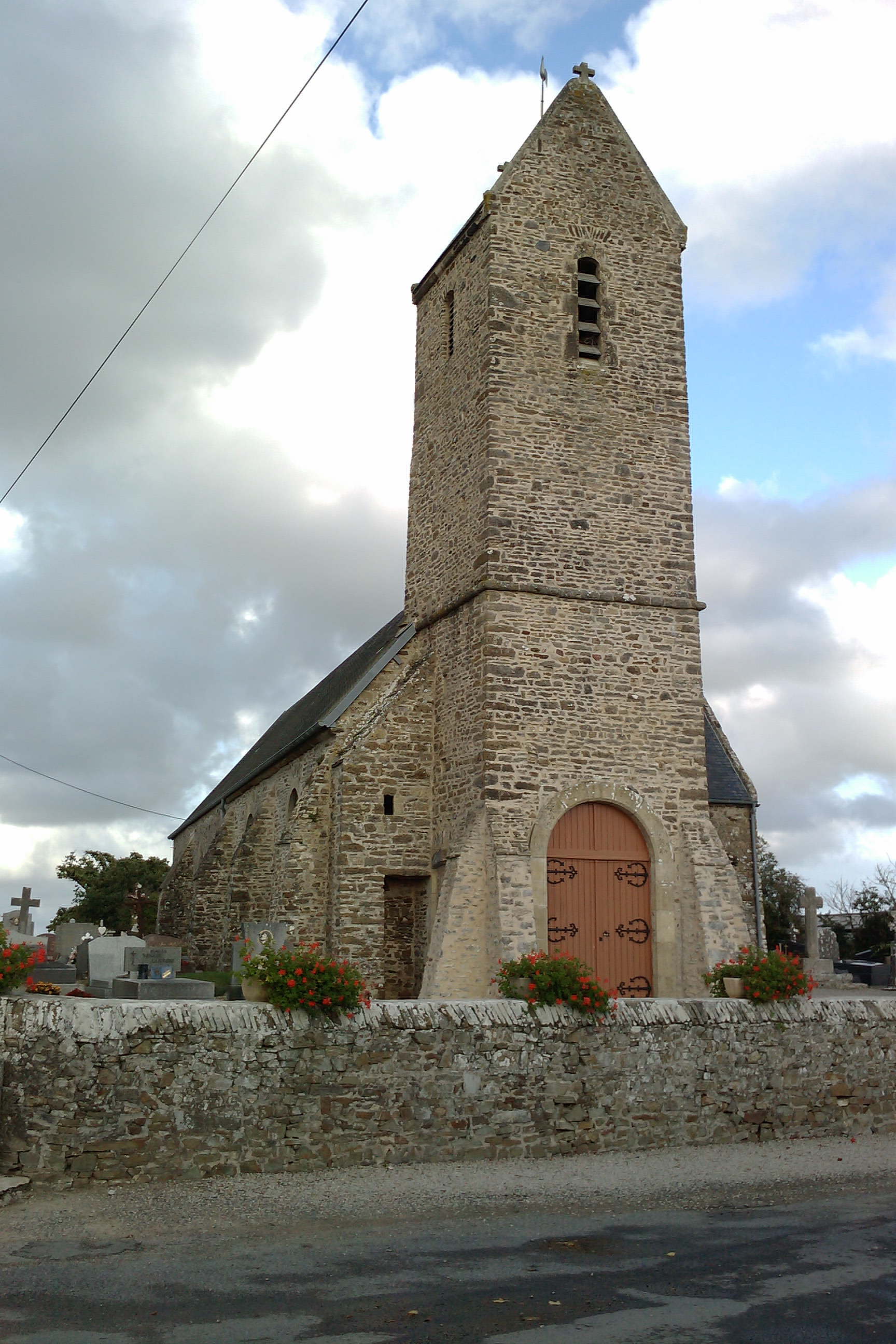
Kirche Saint-Pierre

- Kirche Saint-Pierre